# 北米・欧州出身の日本プロ野球外国人選手一覧
北米・欧州出身の日本プロ野球外国人選手一覧は、アメリカ合衆国・カナダ（北米）、ヨーロッパ（欧州）出身の日本プロ野球（NPB）の外国人選手一覧。
太字は現役NPB選手。

## アメリカ合衆国
アメリカ本土出身の選手を記載。ハワイ州出身およびアメリカ海外領土出身の選手は以下を参照。
- アジア・オセアニア・アフリカ出身の日本プロ野球外国人選手一覧#アメリカ合衆国ハワイ州
- 中南米出身の日本プロ野球外国人選手一覧#アメリカ領プエルトリコ
- 中南米出身の日本プロ野球外国人選手一覧#アメリカ領ヴァージン諸島
- アジア・オセアニア・アフリカ出身の日本プロ野球外国人選手一覧#アメリカ領サモア

### ア
- クリス・アーノルド
- ロビー・アーリン
- ホアン・アイケルバーガー
- ティム・アイルランド
- クリス・アギーラ
- ケン・アスプロ
- アダム・ハイズデュ
- スコット・アッチソン
- ウィリー・アップショー
- ジム・アドゥチ
- アニマル・レスリー
- カイル・アボット
- ジーン・アマーン
- ジョージ・アリアス
- リック・アルゾーラ
- ジョージ・アルトマン
- アレックス・オチョア
- キム・アレン
- チャド・アレン
- ブランドン・アレン
- ロッド・アレン
- エリック・アンソニー
- アンソニー・カーター
- スコット・アンダーソン
- ドリュー・アンダーソン
- マット・アンドリース
- マイク・アンドリウス
- トレイ・アンバギー
- ティム・アンロー

### イ
- マイク・イースラー
- ピート・インカビリア

### ウ
- ゼラス・ウィーラー
- ジョー・ウィーランド
- リチャード・ウィッグス
- シャノン・ウィッテム
- ケビン・ウィット
- ダレル・ウィットモア
- ジミー・ウィリアム
- ウォルター・ウィリアムス
- エディ・ウィリアムス
- デーブ・ウィリアムス
- ランディ・ウィリアムス
- バーニー・ウイリアムス
- ジミー・ウィリアムズ
- ブライアン・ウィリアムズ
- ダラス・ウイリアムズ
- ウィリー・バンクス
- アーロン・ウィルカーソン
- デジ・ウィルソン
- ジム・ウイルソン
- ジョージ・ウイルソン
- マーベル・ウイン
- ライアン・ウィング
- トレイ・ウィンゲンター
- マット・ウインタース
- ゴーディ・ウインディ
- デビッド・ウエスト
- マット・ウエスト
- J.B.ウェンデルケン
- アダム・ウォーカー
- ピート・ウォーカー
- レス・ウォーランド
- リー・ウォールス
- ブライアン・ウォーレン
- ボブ・ウォルコット
- ナッシュ・ウォルターズ
- ダニー・ウォルトン
- 内尾勇
- マイク・ウッド
- ジェイソン・ウルキデス
- サルバトーレ・ウルソー
- ブライアン・ウルフ
- ラリー・ウルフ

### エ
- ジェリー・エイデア
- アンディ・エイバッド
- マーク・エーカー
- エンジェル・エチェバリア
- タイラー・エップラー
- エドガー・ゴンザレス（メキシコとの二重国籍）
- ジョン・エドワーズ
- トム・エバンス
- ニック・エバンス
- カル・エメリー
- ブラッド・エルドレッド
- ディートリック・エンス

### オ
- 王天上
- リック・オースチン
- タイラー・オースティン
- ケビン・オーミー
- ロス・オーレンドルフ
- ブライアン・オグレディ
- ポール・オセゲラ（メキシコとの二重国籍）
- マリオン・オニール
- ウェス・オバミュラー
- トーマス・オマリー
- ダグ・オルト
- マイケル・オルムステッド
- エドガー・オルモス
- ローガン・オンドルセク

### カ
- ウィリー・カークランド
- クリス・カーター
- ランス・カーター
- アート・ガードナー
- マイク・ガーバー
- クリス・カーペンター
- バディ・カーライル
- ダン・カールソン
- ダラス・カイケル
- レオ・カイリー
- アレックス・カステヤーノス
- カルロス・カスティーヨ
- ボビー・カスティーヨ
- フランク・カストロ
- ロバート・ガゼルマン
- 加藤豪将（日本との二重国籍）
- リック・ガトームソン
- キース・カムストック
- マット・カラシティー
- D.J.カラスコ
- ビル・ガリクソン
- ジョージ・カルバー
- ジョー・ガンケル
- ジョン・ガント
- クリストファー・カンバーランド

### キ
- マーティ・キーオ
- マット・キーオ
- クリストファー・ギッセル
- クリス・ギッテンス
- マット・キニー
- ボブ・ギブソン
- パトリック・キブレハン
- ブライアン・ギブンス
- ゲーブ・キャプラー
- トレイ・キャベッジ
- エディ・ギャラード
- マーク・キャリオン
- ギャレット・ジョーンズ
- ウェイン・ギャレット
- エイドリアン・ギャレット
- リード・ギャレット
- エリック・キャンベル
- マイク・キャンベル
- ショーン・ギルバート
- プレストン・ギルメット
- マイク・キンケード

### ク
- マーカス・グウィン
- スコット・クーパー
- リンゼイ・グーリン
- スコット・クールボー
- ジム・クォルス
- マット・クック
- ライアン・クック
- ダニー・グッドウィン
- ジェフ・クベンカ
- ジェラルド・クラーク
- フィル・クラーク
- マット・クラーク
- セス・グライシンガー
- フィル・クライン
- ビリー・クラウス
- ダン・グラッデン
- ジェイソン・グラボースキー
- アレックス・グラマン
- マイク・グラン
- ダグ・クリーク
- アンディ・グリーン
- ディーン・グリーン
- マイク・グリーンウェル
- ブルックス・クリスキー
- ボブ・クリスチャン
- ビル・グリヒン
- フォスター・グリフィン
- ライアン・グリン
- リック・クルーガー
- マーク・クルーン
- アル・グルン
- クレイグ・ワーシントン
- ボビー・クレイマー
- マイク・クレス
- グレン・デービス
- ゲーリー・グローバー
- イアン・クロール
- キップ・グロス
- マイケル・クロッタ
- ジョー・クロフォード
- ウォーレン・クロマティ
- ケビン・クロン

### ケ
- チャック・ケアリー
- アンソニー・ケイ
- リッチ・ゲイル
- ジョー・ゲインズ
- ルーファス・ゲインズ
- ウェイン・ケージ
- ゲーリー・レーシッチ
- マイク・ケキッチ
- ボビー・ケッペル
- キオーニ・ケラ
- カイル・ケラー
- ブライアン・ケラー

### コ
- フィル・コーク
- ティム・コーコラン
- レイ・コージ
- エリック・コーディエ
- ジョニー・ゴームズ
- ブライアン・コーリー
- マーク・コーリー
- A.J.コール
- ダネル・コールズ
- フランク・コギンス
- ベン・コズロースキー
- リッチ・ゴセージ
- スティーブ・コックス
- ヘンリー・コトー
- ジョシュ・コラレス
- ジョン・コロンカ
- ダン・ゴンザレス
- ポール・ゴンザレス（オーストラリアとの二重国籍）
- ブルックス・コンラッド
- アダム・コンリー

### サ
- サイスニード
- マイク・ザガースキー
- コーディ・サターホワイト
- デニス・サファテ
- ブライアン・サモンズ
- ジェリー・サンズ
- アンソニー・サンダース
- スコット・サンダース
- ギャビー・サンチェス

### シ
- ネイト・シアーホルツ
- アーキー・シアンフロッコ
- ディロン・ジー
- リード・シークリスト
- アンディ・シーツ
- ラリー・シーツ
- スコット・シーボル
- クリス・シールバック
- ジェイジェイ・ファーマニアック
- J.D.ダービン
- スキップ・ジェームス
- ディオン・ジェームズ
- リッチー・シェーン
- ゲーリー・ジェスター
- タナー・シェッパーズ
- レジー・ジェファーソン
- ジェリー・ホワイト
- スコット・シェルドン
- ボブ・ジェンク
- カイル・ジェンセン
- ボビー・シグペン
- ブライアン・シコースキー
- ジョン・シピン
- ドン・ジマー
- ジムタイル
- ケビン・ジャービス
- スティーブ・シャーリー
- ジェイク・シャイナー
- ブライアン・シャウス
- J.T.シャギワ
- アンドレ・ジャクソン
- ジェイ・ジャクソン
- ダリン・ジャクソン
- ルー・ジャクソン
- ブルック・ジャコビー
- ケビン・シャッケルフォード
- ジャック・ドウティー
- ジャスティン・ジャマーノ
- ジャンセン・ウィティ
- リック・シュー
- フランク・シュウィンデル
- マット・シューメーカー
- エリック・シュールストロム
- ブライアン・シュリッター
- ドン・シュルジー
- マイク・シュルツ
- ジェフ・シュワーズ
- ジョージ・ヒンショー
- ジョシュ・ショート
- アダム・ジョーンズ
- クラレンス・ジョーンズ
- ジミー・ジョーンズ
- ボビー・ジョーンズ
- ミッチ・ジョーンズ
- ルパート・ジョーンズ
- グレッグ・ジョンストン
- エライジャ・ジョンソン
- クリス・ジョンソン
- ジェイソン・ジョンソン
- スタン・ジョンソン
- ダン・ジョンソン
- D.J.ジョンソン
- デービー・ジョンソン
- ピアース・ジョンソン
- フランク・ジョンソン
- マーク・ジョンソン
- ランディ・ジョンソン
- アラン・ジンター

### ス
- アンドリュー・スアレス
- ブライアン・スウィーニー
- ジョン・ズーバー
- マット・スクルメタ
- ボビー・スケールズ
- ジョン・スコット
- ダリル・スコット
- ロブ・スタニファー
- エリック・スタルツ
- ジョー・スタンカ
- リロイ・スタントン
- ジェイソン・スタンリッジ
- リー・スチーブンス
- ジーン・スチブンス
- ディック・スチュアート
- ジョッシュ・スチュワート
- カーター・スチュワート・ジュニア
- スティーブ・オンティベロス
- スティーブ・マクナルティ
- アンドリュー・スティーブンソン
- ディーン・ストーン
- スティーブ・ストローター
- グレン・スパークマン
- ライアン・スパイアー
- スパイク
- チャーリー・スパイクス
- コーリー・スパンジェンバーグ
- アルビン・スピアマン
- ライアン・スピリー
- シェーン・スペンサー
- ダリル・スペンサー
- ウィリー・スミス
- クリス・スミス
- バーチ・スミス
- マーク・スミス
- レジー・スミス
- ジャスティン・スモーク
- ターメル・スレッジ

### セ
- セドリック・バワーズ
- クリス・セドン
- アンソニー・セラテリ
- ダン・セラフィニ
- ビル・セルビー
- ジョン・セルフ

### ソ
- ビル・ソーレル
- ショーン・ソニア
- サミー・ソリス
- マイク・ソロムコ

### タ
- ジェイソン・ターマン
- マット・ダーモディ
- ニック・ターリー
- ジェームス・ダイクストラ
- タイゲイニー
- ジム・タイロン
- タイロン・ウッズ
- ショーン・ダグラス
- ブランドン・ダックワース
- ジーン・ダットサン
- リー・タネル
- マット・ダフィー
- トニー・タラスコ
- テーラー・ダンカン

### チ
- スコット・チアソン
- マイケル・チェイビス
- ウェス・チェンバレン
- チャック・エッセジアン
- タイラー・チャトウッド
- ボブ・チャンス
- ヴィニー・チューク
- マット・チルダース

### ツ
- ブラッド・ツイドリー

### テ
- ロブ・ディアー
- マイク・ディアズ
- D・J
- D.T.クローマー
- ブライアン・デイエット
- アレックス・ディカーソン
- オコエ・ディクソン
- ブランドン・ディクソン
- ブランドン・ディクソン
- ベニー・ディステファーノ
- トム・デイビー
- カイル・デイビーズ
- デイモン・マイナー
- オジー・ティモンズ
- サッド・ティロット
- ジョー・ディロン
- ジム・テータム
- ジャービス・テータム
- ポール・デード
- アルビン・デービス
- ウィリー・デービス
- J.D.デービス
- リチャード・デービス
- ロン・デービス
- スコット・デービソン
- エリック・テームズ
- ボビー・テーラー
- ダグ・デシンセイ
- ニック・テスタ
- シェーン・デニス
- リック・デハート
- スコット・デビッド・サービス
- デビッド・ホステトラー
- マット・デビッドソン
- ジョン・デュプランティエ
- マイク・デュプリー
- リチャード・デュラン
- スティーブ・デラバー
- テリー・ウィットフィールド
- テリーリー
- ジェイミー・デントナ
- デビッド・デントン

### ト
- ジェフ・ドイル
- テリー・ドイル
- ジム・ドゥール
- ドリュー・トゥサント
- ケルビン・トーベ
- コーディ・トーマス
- ジャスティン・トーマス
- リー・トーマス
- スコット・ドーマン
- ボビー・トーラン
- カルロス・トーレス
- デーブ・ドスター
- パット・ドッドソン
- クリス・ドネルス
- ラリー・ドビー
- ゲーリー・トマソン
- マット・ドミンゲス
- ブライアン・トラックスラー
- トラビス・ドリスキル
- アンディ・トレーシー
- ジム・トレーシー
- チャド・トレーシー
- ジム・トレーバー
- マイケル・トンキン
- ジェイソン・トンプソン
- ライアン・トンプソン

### ナ
- クリス・ナーブソン
- ブランドン・ナイト
- クリス・ナイマン
- ジョナサン・ナナリー
- エフレン・ナバーロ

### ニ
- ボブ・ニーマン
- ザック・ニール
- トロイ・ニール
- クリストファー・ニコースキー
- ロッド・ニコルズ
- ニック・スタビノア
- ジェイコブ・ニックス
- ニューク
- ジミー・ニューベリー
- アラン・ニューマン

### ネ
- ジム・ネトルス
- タイラー・ネビン
- ニック・ネルソン
- ブライアン・ネルソン

### ノ
- シェルドン・ノイジー
- 野上清光
- エリック・ノット
- 野村佑希（日本との二重国籍）
- ショーン・ノリン

### ハ
- ウェス・パーカー
- モーガン・バークハート
- マイク・バークベック
- ショーン・バーグマン
- グレッグ・パークル
- タイラー・バークレオ
- アンソニー・バース
- ランディ・バース
- ジミー・ハースト
- ジョナサン・ハースト
- ブライアン・バーデン
- バート・シャーリー
- カイル・バード
- グラント・ハートウィグ
- ジェイソン・ハートキー
- ディーン・ハートグレイブス
- ティム・バートサス
- マイク・ハートリー
- ゲイリー・バーナム・ジュニア
- トニー・バーネット
- テリー・ハーパー
- ブレット・ハーパー
- ジェシー・バーフィールド
- デニス・バーフィールド
- ドリュー・バーヘイゲン
- ジョニー・バーベイト
- ジム・バーマ
- フランク・ハーマン
- ジェレミー・ハーミッダ
- エド・パーム
- バール・スノー
- ラリー・ハーロー
- テイラー・ハーン
- ケビン・バーン
- ピーター・バーンサイド
- ラリー・バーンズ
- フィル・ハイアット
- フレディ・バイナム
- スコット・ハイネマン
- ディック・バウアー
- トレバー・バウアー
- ジャック・ハウエル
- アロンゾ・パウエル
- ジェレミー・パウエル
- デニス・パウエル
- ジム・ハウザー
- マイク・バウマン
- マイク・パグリアルーロ
- アダム・バス
- ヴァル・パスクチ
- ジョン・パセラ
- マイク・パターソン
- リッチ・バチェラー
- ジム・パチョレック
- ジェイソン・ハッカミー
- ジーン・バッキー
- トーマス・ハッチ
- パット・パットナム
- スペンサー・パットン
- バディ・ブラッドフォード
- レックス・ハドラー
- ジョーイ・バトラー
- ケント・ハドリ
- ハワード・バトル
- ブライアン・バニスター
- フロイド・バニスター
- ジム・バビー
- デーブ・ハフ
- チャド・ハフマン
- クレイトン・ハミルトン
- スティーブ・ハモンド
- スティーブ・ハモンド
- ジェイ・バラー
- サム・パラーゾ
- ジェフ・バリー
- バッキー・ハリス
- ビクター・ハリス
- スタン・パリス
- ラリー・パリッシュ
- ブライアン・バリントン
- マーク・バルデス
- リッキー・バレット
- ディック・パレニイ
- ジョー・バレンタイン
- フレッド・バレンタイン
- エリック・バレント
- シェーン・バワーズ
- スペンサー・ハワード
- フランク・ハワード
- テリー・ハンキンス
- ブライアン・バンクス
- ジャスティン・ハンコック
- ライアン・ハンコック
- バンスロー
- グレッグ・ハンセル
- デーブ・ハンセン
- ボブ・ハンセン
- メルビン・バンチ
- バンプ・ウィルス
- アイク・ハンプトン
- アンディ・バンヘッケン

### ヒ
- ジャック・ピアース
- デュアンテ・ヒース
- ジェレミー・ビーズリー
- ジェームス・ピータース
- ディロン・ピーターズ
- タイラー・ビーディ
- バディ・ピート
- マイケル・ピープルズ
- アンディ・ビーン
- ビリー・ビーン
- タイラー・ヒギンス
- ラリー・ビグビー
- ジム・ヒックス
- ジョー・ヒックス
- ジョー・ビティエロ
- ジェシー・ビドル
- トラビス・ヒューズ
- ドン・ビュフォード
- デーブ・ヒルトン
- エリック・ヒルマン
- デュアン・ビロウ
- ビル・ピンカード

### フ
- スティーブン・ファイフ
- ブライアン・ファルケンボーグ
- マイク・フィアリー
- ジョシュ・フィールズ
- ジェフ・フィオレンティーノ
- アンディ・フィリップス
- ザック・フィリップス
- ジェイソン・フィリップス
- レスリー・フィルキンス
- セシル・フィルダー
- クリス・ブーチェック
- ブーマー・ウェルズ
- ジャレッド・フェルナンデス
- マイク・フォード
- ルー・フォード
- スティーブ・フォックス
- ケーシー・フォッサム
- デービッド・ブキャナン
- ブライアン・ブキャナン
- ジョージ・ブコビッチ
- アラン・ブセニッツ
- ドン・ブッサン
- チャーリー・フッド
- ラルフ・ブライアント
- ジェイソン・プライディ
- ジム・ブラウワー
- ジェイミー・ブラウン
- ディー・ブラウン
- トッド・ブラウン
- マーク・ブラウン
- マーティ・ブラウン
- マイク・ブラウン
- ルーズベルト・ブラウン
- クレイグ・ブラゼル
- グレン・ブラッグス
- ブラッドリー・バーゲセン
- フィル・ブラッドリー
- マイカ・フランクリン
- マット・フランコ
- マーシャル・ブラント
- ミッキー・ブラントリー
- ブランドン・マン
- クリフ・ブランボー
- ハービー・プリアム
- ハル・ブリーデン
- ジェイク・ブリガム
- ジョン・ブリッグス
- ダン・ブリッグス
- ジョン・ブリットン
- パット・フリューリー
- トニー・ブリューワ
- ロッド・ブリューワ
- ルイス・ブリンソン
- ウィル・フリント
- ジャック・ブルーム
- ジェリー・ブルックス
- 古谷譲
- コルテン・ブルワー
- ドン・ブレイザー
- ライアン・ブレイシア
- ブレント・ブレイディー
- ウィリー・フレーザー
- ブレット
- スコット・ブレット
- テリー・ブロウズ
- マイク・ブロードウェイ
- テリー・ブロス
- クリス・ブロック
- グレッグ・ブロッサー
- マイク・ブロッソー
- マーク・ブロハード

### ヘ
- マット・ヘイグ
- ビル・ベイス
- マーク・ペイトン
- クリス・ヘイニー
- コリー・ベイリー
- ジョナ・ベイリス
- ジョン・ベイル
- フィル・ペイン
- ブレイディン・ヘーゲンズ
- マイク・ヘスマン
- ロドニー・ペドラザ
- ザック・ペトリック
- ブラッド・ペニー
- ジェイソン・ベバリン
- ジョー・ペピトーン
- ジョニー・ヘルウェグ
- エドワード・ペレス
- ヘイデン・ペン
- デーブ・ヘンゲル
- ドウェイン・ヘンリー

### ホ
- ポール・ホイタック
- ルーク・ボイト
- クリート・ボイヤー
- ブレイン・ボイヤー
- ブラッド・ボイルズ
- アーロン・ポインター
- ジョン・ボウカー
- ブルース・ボウクレア
- マイケル・ボウデン
- ジャスティン・ボーア
- コートニー・ホーキンス
- ライアン・ボーグルソン
- ドゥエイン・ホージー
- マーク・ホージマー
- ルー・ポート
- ボブ・ホーナー
- フランク・ボーリック
- メル・ホール
- ジェフ・ボール
- コーリー・ポール
- デニス・ホールトン
- ブライアン・ボグセビック
- オースティン・ボス
- ジェイソン・ボスラー
- ケビン・ホッジス
- トレイ・ホッジス
- ジェイソン・ボッツ
- ロン・ボトラ
- ジェームス・ボニチ
- ゲイル・ホプキンス
- マイカ・ホフパワー
- ガイ・ホフマン
- デーモン・ホリンズ
- マイク・ボルシンガー
- マイク・ホルツ
- クリス・ホルト
- ロドニー・ボルトン
- カール・ボレス
- アーロン・ポレダ
- デリック・ホワイト
- ロイ・ホワイト
- マット・ホワイトサイド
- ジョシュ・ホワイトセル
- コディ・ポンセ
- ジミー・ボンナ

### マ
- マーク・ブダスカ
- マーク・ミムズ
- ジム・マーシャル
- マイク・マーシャル
- ケビン・マース
- ジーン・マーチン
- ビリー・マーチン
- カイル・マーティン
- クリス・マーティン
- マット・マートン
- ドウェイン・マーフィー
- パトリック・マーフィー
- ビル・マーフィー
- ジェームス・マーベル
- マイク・エドワーズ
- マイルズ・マイコラス
- ロドニー・マイヤーズ
- トニー・マウンス
- ケーシー・マギー
- デビッド・マキノン
- ミッキー・マクガイア
- スコット・マクガフ
- ボブ・マクドナルド
- ビル・マクナルティ
- ライアン・マクブルーム
- エバン・マクレーン
- スコット・マクレーン
- ボブ・マクローリー
- ジミー・マケーブ
- ダグ・マシス
- 松浦一義
- ジョー・マッカーシー
- ティム・マッキントッシュ
- シェーン・マック
- ジム・マック
- マックス・ベナブル
- レオン・マックファーデン
- ロブ・マットソン
- マットホワイト
- ビル・マドロック
- フランク・マニー
- チャーリー・マニエル
- バリー・マニュエル
- ドン・マネー
- パット・マホームズ
- カイル・マラー
- ジャック・マルーフ
- ニック・マルティネス
- ライアン・マルハーン
- クリス・マレーロ
- ブライアン・マレット
- スコット・マレン
- ジェフ・マント

### ミ
- バート・ミアディッチ
- ミゲル・メヒア
- グレン・ミケンズ
- キャム・ミコライオ
- ダン・ミセリ
- パット・ミッシュ
- ケビン・ミッチェル
- トニー・ミッチェル
- ボビー・ミッチェル
- セルジオ・ミトレ
- 南貴樹（日本国籍）
- 宮本二郎
- トニー・ミューサー
- カート・ミラー
- ジャスティン・ミラー
- ジョン・ミラー
- ボブ・ミラッキ
- カルロス・ミラバル
- ブラッド・ミルズ
- ラスティングス・ミレッジ
- ネイサン・ミンチー

### ム
- トレイ・ムーア
- マット・ムーア
- ライル・ムートン
- ビリー・ムニョス

### メ
- カルロス・メイ
- ダレル・メイ
- デリック・メイ
- ランディ・メッセンジャー
- ルイス・メディーナ
- コナー・メネズ
- ルー・メローニ
- ケビン・メンチ

### モ
- ナイジャー・モーガン
- ブッバ・モートン
- ロイド・モスビー
- ケン・モッカ
- ダリル・モトリー
- ブレント・モレル
- リッチ・モンテ
- ココ・モンテス

### ヤ
- エド・ヤーナル
- フランク・ヤシック
- 山田伝（日本国籍取得）
- アーニー・ヤング
- エリック・ヤング
- ティム・ヤング
- マイク・ヤング
- レイモンド・ヤング
- テイラー・ヤングマン

### ユ
- サム・ユーイング
- ケビン・ユーキリス

### ラ
- ノーム・ラーカー
- ブライアン・ラービー
- マーク・ライアル
- ラスティ・ライアル
- クレイグ・ライアン
- スコット・ライディ
- クライド・ライト
- クリストファー・ライト
- ジョージ・ライト
- ジム・ライトル
- ミッチ・ライブリー
- ケビン・ライマー（カナダ国籍）
- マイク・ラインバック
- マイク・ラガ
- ピート・ラコック
- ブレイディー・ラジオ
- ゲーリー・ラス
- ダレル・ラズナー
- ザック・ラッツ
- エリック・ラドウィック
- ジム・ラフィーバー
- ジョニー・ラフィン
- ブライアン・ラヘア
- アレックス・ラミレス・ジュニア
- スティーブン・ラム（イタリアとの二重国籍）
- グレッグ・ラロッカ
- コーディ・ランサム
- リック・ランス
- マット・ランデル
- デビッド・ランドクィスト
- ピーター・ランバート
- チェイス・ランビン

### リ
- コリー・リー
- レロン・リー
- クリス・リーソップ
- ブレント・リーチ
- ジェフリー・リーファー
- ジェロッド・リガン
- アダム・リグス
- ジョー・リス
- リック・ショート
- フレッド・リック
- トッド・リンデン
- ジャック・リンド

### ル
- ランディ・ルイーズ
- コルビー・ルイス
- フレッド・ルイス
- ジョシュ・ルーキ
- ライアン・ループ
- ウェイド・ルブラン

### レ
- ブランドン・レアード
- ケニー・レイ
- コリン・レイ
- ジョニー・レイ
- テリー・レイ
- クリス・レイサム
- R.J.レイノルズ
- グレッグ・レイノルズ
- マット・レイノルズ
- ジョシュ・レイビン
- ケニー・レイボーン
- ラリー・レインズ
- デーブ・レーシッチ
- レオン・リー
- カイル・レグナルト
- ジョン・レスター
- マイケル・レストビッチ
- サル・レッカ
- ジム・レドモン
- フィル・レフトウィッチ
- ドナルド・レモン
- アンソニー・レルー

### ロ
- トニー・ロイ
- キャメロン・ロー
- ジョニー・ローガン
- タフィ・ローズ
- ロバート・ローズ
- ドン・ローチ
- ウェイド・ロードン
- ダグ・ローマン
- ケーシー・ローレンス
- ローン・ウッズ
- ロジャー・レポーズ
- ジェイソン・ロジャース
- マイク・ロックフォード
- ジーン・ロックレア
- ヴィニー・ロッティーノ
- ロナルド大森
- クリス・ロバーツ
- ロバート・ウィッシュネフスキー
- メル・ロハス・ジュニア（ドミニカ共和国との二重国籍）
- トム・ロブソン
- トーリ・ロブロ
- ルイス・ロペス
- ルイス・ロペス
- マイク・ロマノ
- ステフェン・ロメロ
- ロン・ロリッチ
- アル・ロング

### ワ
- ジェイ・ワード
- ジョニー・ワーハス
- ビリー・ワイヤット
- ルーク・ワカマツ
- ニール・ワグナー
- ジェイコブ・ワゲスパック
- ケン・ワシントン
- ジョン・ワズディン
- マーク・ワトソン
- マット・ワトソン

## カナダ
- アンドリュー・アルバース
- ボブ・アレキサンダー
- ローワン・ウィック
- ナイジェル・ウィルソン
- アーロン・ガイエル
- マイク・ジョンソン
- シンクレアジョセフ孝ノ助（日本国籍）
- マット・ステアーズ
- ロブ・デューシー
- トッド・ベッツ
- アーロン・マイエット
- スコット・マシソン
- ダスティン・モルケン
- 山口アタル（日本との二重国籍）
- クリス・ラルー
- ジェイミー・ロマック

## 欧州

### オランダ
海外自治領のキュラソー出身の選手は中南米出身の日本プロ野球外国人選手一覧#オランダ領キュラソーを参照。
- リック・バンデンハーク
- ルーク・ファンミル

### イタリア
- レノ・ベルトイア（カナダ国籍）
- アレッサンドロ・マエストリ

### ドイツ
- デビット・パブラス（アメリカ国籍）
- マイク・ブロワーズ（アメリカ国籍）

### スペイン
- ダニエル・リオス

### チェコ
- マレク・フルプ

### リトアニア
- ドビーダス・ネバラスカス

### ロシア帝国
- ヴィクトル・スタルヒン（無国籍）